# Mim de l'illa de San Cristóbal
El mim de l'illa de San Cristóbal (Mimus melanotis) és una espècie d'ocell pertanyent a la família Mimidae i un dels primers animals que Charles Darwin va trobar a les illes Galápagos quan hi va arribar l'any 1835.

## Morfologia
- Fa entre 25 i 26 cm de llargària.
- El mascle pot arribar a pesar 53,2 g i la femella 48.
- Color marró grisenc per sobre i pàl·lid per sota. Els exemplars joves tenen més ratlles a la part inferior que els adults.
- Tots dos sexes són semblants, tot i que la femella és un 10% més petita que el mascle.
- El cant és melodiós i fort.[4][6]

## Reproducció
Té lloc entre el gener i l'abril.

## Alimentació
Menja artròpodes, fruites i baies. De manera ocasional, també es nodreix de les paparres (Acarina) que parasiten les iguanes marines (Amblyrhynchus cristatus).

## Hàbitat
Ocupa una gran varietat d'hàbitats: des de les terres baixes fins al cim de l'illa on viu (a 715 m d'altitud), incloent-hi els manglars, matollars àrids, boscos abaldufats amb arbres dispersos (Bursera spp.), boscos de guaiabers i zones de cactàcies arborescents (Opuntia spp.). Tendeix a evitar els boscs densos i humits, les pastures i les àrees urbanes.

## Distribució geogràfica
És un endemisme de l'illa de San Cristóbal (illes Galápagos, l'Equador).

## Estat de conservació
En queden només 8.000 exemplars i les seues principals amenaces són la pèrdua i degradació del seu hàbitat provocada per la introducció d'espècies exòtiques vegetals (com ara, Psidium guajava, Eugenia jambos i Rubus niveus) i animals (la rata negra i els gats assilvestrats), la presència de noves malalties (com ara, la malària aviària, la qual escapa al control del creixent nombre de granges de pollastres que hi ha a l'illa), el canvis climàtics lligats al fenomen d'El Niño, el sobrepasturatge de cabres, l'augment dels assentaments humans i d'altres activitats humanes.